# Ошибни
Ошибни (лат. Ophidion) — род лучепёрых рыб семейства ошибневых. Распространены в тропических и субтропических водах Атлантического и Тихого океанов. Один вид O.smithi встречается только в Индийском океане. Обитают в прибрежье на глубине до 150—200 м, хотя особи усатого ошибня обнаружены на глубине 1456 м. Ведут придонный образ жизни. Небольшие рыбы, длина тела варьируется от 7 до 30 см. 

## Описание
Тело удлинённое, несколько сжато с боков, покрыто циклоидной чешуёй. Удлинённые чешуйки не налегают друг на друга и расположены в форме розеток. Голова без чешуи. Длинные спинной и анальный плавники соединяются с хвостовым плавником. В спинном плавнике менее 150 мягких лучей.
Икра овальной формы, формируется в желатинообразные массы, плавающие у поверхности воды.

## Классификация
В состав рода включают 27 видов:
- Ophidion antipholus R. N. Lea & C. R. Robins, 2003
- Ophidion asiro (D. S. Jordan & Fowler, 1902) — Ошибень-асиро
- Ophidion barbatum Linnaeus, 1758 — Усатый ошибень
- Ophidion dromio Lea & Robins, 2003
- Ophidion exul Robins, 1991
- Ophidion fulvum (Hildebrand & Barton, 1949)
- Ophidion galeoides (C. H. Gilbert, 1890)
- Ophidion genyopus (Ogilby, 1897)
- Ophidion grayi (Fowler, 1948)
- Ophidion guianense Lea & Robins, 2003
- Ophidion holbrookii Putnam, 1874
- Ophidion imitator Lea, 1997
- Ophidion iris Breder, 1936
- Ophidion josephi Girard, 1858
- Ophidion lagochila (J. E. Böhlke & Robins, 1959)
- Ophidion lozanoi Matallanas, 1990
- Ophidion marginatum DeKay, 1842
- Ophidion metoecus Robins, 1991
- Ophidion muraenolepis Günther, 1880
- Ophidion nocomis Robins & J. E. Böhlke, 1959
- Ophidion puck Lea & Robins, 2003
- Ophidion robinsi Fahay, 1992
- Ophidion rochei J. P. Müller, 1845 — Обыкновенный ошибень
- Ophidion saldanhai Matallanas & Brito, 1999
- Ophidion scrippsae (C. L. Hubbs, 1916)
- Ophidion selenops Robins & J. E. Böhlke, 1959
- Ophidion smithi (Fowler, 1934)
- Ophidion welshi (Nichols & Breder, 1922)